# Centre de Música de Budapest
El Centre de Música de Budapest (BMC) és un centre cultural de Budapest. La seva missió és la de la presentació col·lectiva i coordinada de la música hongaresa contemporània, fent de promotor de concerts, segell discogràfic i centre d'informació. La nova seu del Centre de Música de Budapest es va inaugurar el 2013 i compta amb un sala de concerts de 300 places, l'Opus Jazz Club que programa grans artistes de jazz internacionals i locals, un centre d'informació musical, i una biblioteca, i el segell discogràfic BMC Records, amb més de 260 llançaments clàssics, contemporanis i jazzístics. Els concerts, conferències, tallers, tallers, cursos i residencies d'artistes clàssics, contemporanis i de jazz constitueixen aproximadament la meitat dels 700 esdeveniments anuals de BMC. L'Opus Jazz Club, programa entre 4 o 5 actuacions de concerts en directe a la setmana. Cada any, part de la programació es dedica a la vívida escena del jazz europeu, amb una vuitantena de concerts. Aquestes propostes d'artistes contemporanis europeus compten en general amb el suport o la col·laboració de diferents institucions culturals.